# АЭС Монтиселло
АЭС Монтиселло (англ. Monticello Nuclear Generating Plant) — действующая атомная электростанция на севере США.
Станция расположена на берегу реки Миссисипи близ города Монтиселло в округе Райт штата Миннесота. Оператором АЭС является энергетическая компания Xcel Energy.

## Происшествия
В ноябре 1971 года почти 200 тонн радиоактивной воды вытекло в Миссисипи из переполненного хранилища отходов.
5 мая 1982 года вытекло 5 тонн радиоактивной воды.
В ноябре 2022 года на АЭС произошла утечка свыше 1500 тонн (400 тыс. галлонов) радиоактивной воды, загрязнённой тритием. Сообщается, что к марту 2023 года только 20 % утечки удалось сдержать. Информация об утечке появилась в американских СМИ только в марте 2023 года.

## Информация об энергоблоках
| Энергоблок | Тип реакторов | Мощность | Мощность | Начало строительства | Физпуск    | Подключение к сети | Ввод в эксплуатацию | Закрытие |
| Энергоблок | Тип реакторов | Чистый   | Брутто   | Начало строительства | Физпуск    | Подключение к сети | Ввод в эксплуатацию | Закрытие |
| ---------- | ------------- | -------- | -------- | -------------------- | ---------- | ------------------ | ------------------- | -------- |
| Монтиселло | BWR, BWR-3    | 628 МВт  | 691 МВт  | 19.06.1967           | 10.12.1970 | 05.03.1971         | 30.06.1971          | —        |